# Basketball-Bundesliga 2002/03
Die Basketball-Bundesliga-Saison 2002/03 war die 37. Spielzeit der höchsten deutschen Spielklasse im Basketball der Männer.

## Saisonnotizen
- Meister und Pokalsieger der Saison 2002/03 wurde Alba Berlin.
- Basketballer des Jahres wurde Jovo Stanojević (Alba Berlin).
- Das BBL All-Star Game 2003 fand am 4. Januar 2003 vor 17.105 Zuschauern in der Kölnarena in Köln statt. Sieger wurde mit 112:105 der Norden. MVP wurde Carl Brown (TBB Trier).

## Endstände

### Hauptrunde
| #  | Mannschaft                      | Siege | Niederlagen | Punkte | Körbe |
| -- | ------------------------------- | ----- | ----------- | ------ | ----- |
| 1  | Telekom Baskets Bonn            | 19    | 7           | 38:14  | +230  |
| 2  | Alba Berlin                     | 19    | 7           | 38:14  | +237  |
| 3  | TXU Energie Braunschweig        | 17    | 9           | 34:18  | +90   |
| 4  | RheinEnergie Cologne            | 17    | 9           | 34:18  | +93   |
| 5  | TSK Bamberg                     | 17    | 9           | 34:18  | +283  |
| 6  | EWE Baskets Oldenburg           | 15    | 11          | 30:22  | +75   |
| 7  | Opel Skyliners Frankfurt        | 15    | 11          | 30:22  | +103  |
| 8  | Bayer Giants Leverkusen         | 12    | 14          | 24:28  | +52   |
| 9  | Brandt Hagen                    | 11    | 15          | 22:30  | −83   |
| 10 | Avitos Gießen                   | 11    | 15          | 22:30  | −125  |
| 11 | Mitteldeutscher Basketball Club | 10    | 16          | 20:32  | −134  |
| 12 | EnBW Ludwigsburg                | 9     | 17          | 18:34  | −135  |
| 13 | TSK Würzburg                    | 5     | 21          | 10:42  | −256  |
| 14 | TBB Trier                       | 5     | 21          | 10:42  | −330  |

Fett Finalrunde
_____ Abstiegsrunde

### Abstiegsrunde
Die Punkte der Hauptrunde wurden mit übernommen, danach spielte noch einmal jeder gegen jeden (10 Spiele). Hier der Endstand nach der Abstiegsrunde: 
| #  | Mannschaft         | Siege | Niederlagen | Punkte |
| -- | ------------------ | ----- | ----------- | ------ |
| 9  | Brandt Hagen       | 18    | 18          | 36:36  |
| 10 | Avitos Gießen      | 17    | 19          | 34:38  |
| 11 | Mitteldeutscher BC | 15    | 21          | 30:42  |
| 12 | EnBW Ludwigsburg   | 13    | 23          | 26:46  |
| 13 | TSK Würzburg       | 10    | 26          | 20:52  |
| 14 | TBB Trier          | 8     | 28          | 16:56  |

Fett Absteiger
_____ Abstiegsplätze (aber Klassenerhalt durch Ligaaufstockung)
Durch Aufstockung der Liga um zwei Mannschaften zur neuen Saison konnten die sportlichen Absteiger TSK Würzburg und TBB Trier neue Lizenzen für eine weitere Erstligasaison holen.

### Finalrunde
|  | Viertelfinale | Viertelfinale            | Viertelfinale            |   |                      | Halbfinale | Halbfinale | Halbfinale |  |  | Finale | Finale | Finale |
|  |               |                          |                          |   |                      |            |            |            |  |  |        |        |        |
|  | 1             | Telekom Baskets Bonn     | 3                        |   |                      |            |            |            |  |  |        |        |        |
|  | 8             | Bayer Giants Leverkusen  | 2                        |   |                      |            |            |            |  |  |        |        |        |
|  | 8             | Bayer Giants Leverkusen  | 2                        |   | Telekom Baskets Bonn | 1          |            |            |  |  |        |        |        |
|  |               |                          |                          |   | Telekom Baskets Bonn | 1          |            |            |  |  |        |        |        |
|  |               |                          | TSK Bamberg              | 3 |                      |            |            |            |  |  |        |        |        |
|  | 4             | RheinEnergie Cologne     | TSK Bamberg              | 3 | 1                    |            |            |            |  |  |        |        |        |
|  | 4             | RheinEnergie Cologne     |                          |   |                      |            |            |            |  |  |        |        |        |
|  | 5             | TSK Bamberg              | 3                        |   |                      |            |            |            |  |  |        |        |        |
|  | 5             | TSK Bamberg              | 3                        |   | TSK Bamberg          | 0          |            |            |  |  |        |        |        |
|  |               |                          |                          |   | TSK Bamberg          | 0          |            |            |  |  |        |        |        |
|  |               |                          | Alba Berlin              | 3 |                      |            |            |            |  |  |        |        |        |
|  | 2             | Alba Berlin              | Alba Berlin              | 3 | 3                    |            |            |            |  |  |        |        |        |
|  | 2             | Alba Berlin              |                          |   |                      |            |            |            |  |  |        |        |        |
|  | 7             | Opel Skyliners Frankfurt | 2                        |   |                      |            |            |            |  |  |        |        |        |
|  | 7             | Opel Skyliners Frankfurt | 2                        |   | Alba Berlin          | 3          |            |            |  |  |        |        |        |
|  |               |                          |                          |   | Alba Berlin          | 3          |            |            |  |  |        |        |        |
|  |               |                          | TXU Energie Braunschweig | 2 |                      |            |            |            |  |  |        |        |        |
|  | 3             | TXU Energie Braunschweig | TXU Energie Braunschweig | 2 | 3                    |            |            |            |  |  |        |        |        |
|  | 3             | TXU Energie Braunschweig |                          |   |                      |            |            |            |  |  |        |        |        |
|  | 6             | EWE Baskets Oldenburg    | 1                        |   |                      |            |            |            |  |  |        |        |        |

## Meistermannschaft
| Spieler | Spieler                         | Spieler            | Spieler    | Spieler | Spieler | Spieler        |
| Nr.     | Nat.                            | Name               | Geburt     | Größe   | Info    | Letzter Verein |
| ------- | ------------------------------- | ------------------ | ---------- | ------- | ------- | -------------- |
|         |                                 | Guards (PG, SG)    |            |         |         |                |
| 5*      | Deutschland                     | Jimmy James        | 19.06.1982 | 195     | DL      |                |
| 5*      | Deutschland                     | Heiko Schaffartzik | 03.01.1984 | 181     | DL      |                |
| 7       | Deutschland                     | Marko Pešić        | 06.12.1976 | 198     | A-Nat   |                |
| 10      | /                               | Mithat Demirel     | 10.05.1978 | 185     | A-Nat   |                |
| 11      | Deutschland                     | Stefano Garris     | 21.04.1979 | 198     | A-Nat   |                |
| 12      | Jugoslawien Bundesrepublik 1992 | Vladimir Petrović  | 27.01.1977 | 198     |         | Cáceres CB     |
| 15      | Vereinigte Staaten              | DeJuan Collins     | 20.11.1976 | 185     |         |                |
|         |                                 | Forwards (SF, PF)  |            |         |         |                |
| 4       | Deutschland                     | Henrik Rödl        | 14.03.1969 | 201     | / A-Nat |                |
| 5       | Deutschland                     | Jörg Lütcke        | 12.12.1975 | 201     | / A-Nat |                |
| 12*     | Deutschland                     | Raed Mostafa       | 05.04.1984 | 198     | DL      |                |
| 13      | Deutschland                     | Guido Grünheid     | 25.10.1982 | 206     |         |                |
| 14      | Vereinigte Staaten              | Quadre Lollis      | 12.04.1973 | 200     |         |                |
|         |                                 | Center (C)         |            |         |         |                |
| 6       | Jugoslawien Bundesrepublik 1992 | Jovo Stanojevic    | 27.09.1977 | 207     |         |                |
| 8       | Vereinigte Staaten              | Kevin Rankin       | 26.08.1971 | 210     |         |                |
| 9       | /                               | Teoman Öztürk      | 05.12.1967 | 208     |         |                |

| Trainer                 | Trainer          | Trainer          |
| Nat.                    | Name             | Position         |
| ----------------------- | ---------------- | ---------------- |
| Bosnien und Herzegowina | Emir Mutapčić    | Cheftrainer      |
| Deutschland             | Burkhardt Prigge | Assistenztrainer |
| Deutschland             | Marco Baldi      | Sportdirektor    |

| Legende          | Legende                                           |
| Abk.             | Bedeutung                                         |
| ---------------- | ------------------------------------------------- |
| (C)              | Mannschaftskapitän                                |
| A-Nat            | Nationalspieler                                   |
|                  | verletzt während weiter Teile der Saison          |
| DL               | Doppellizenz-Spieler                              |
| *                | Trikotnummer wurde auch durch DL-Spieler getragen |
| Quellen          |                                                   |
| Teamhomepage     |                                                   |
| Ligahomepage     |                                                   |
| Stand: Juni 2003 |                                                   |

| Legende          | Legende                                           |
| Abk.             | Bedeutung                                         |
| ---------------- | ------------------------------------------------- |
| (C)              | Mannschaftskapitän                                |
| A-Nat            | Nationalspieler                                   |
|                  | verletzt während weiter Teile der Saison          |
| DL               | Doppellizenz-Spieler                              |
| *                | Trikotnummer wurde auch durch DL-Spieler getragen |
| Quellen          |                                                   |
| Teamhomepage     |                                                   |
| Ligahomepage     |                                                   |
| Stand: Juni 2003 |                                                   |

Ferner gehörte zum Kader John Celestand, der den Verein vor Saisonende verließ.

## Führende der Spielerstatistiken
| Kategorie                | Spieler           | Team                     | Wert |
| ------------------------ | ----------------- | ------------------------ | ---- |
| Punkte pro Spiel         | Bjorn Aubre McKie | Avitos Gießen            | 25,7 |
| Rebounds pro Spiel       | Chris Ensminger   | TSK Bamberg              | 12,3 |
| Assists pro Spiel        | Denis Wucherer    | Bayer Giants Leverkusen  | 5,4  |
| Steals pro Spiel         | Bjorn Aubre McKie | Avitos Gießen            | 2,7  |
| Blocks pro Spiel         | Ajmal Basit       | Avitos Gießen            | 1,7  |
| Dreipunktewurf pro Spiel | Pete Lisicky      | TXU Energie Braunschweig | 3,1  |
| Effizienzwert pro Spiel  | Bjorn Aubre McKie | Avitos Gießen            | 25,1 |

## Saisonbestmarken
| Kriterium       | Wert | Spieler                     |
| --------------- | ---- | --------------------------- |
| Punkte          | 43   | Brad Traina (Bonn)          |
| Rebounds        | 19   | Chris Ensminger (Bamberg)   |
| Dreier          | 10   | Brad Traina (Bonn)          |
| Assists         | 12   | Gordan Firic (Braunschweig) |
| Ballgewinne     | 9    | Steffen Hamann (Bamberg)    |
| Geblockte Würfe | 6    | Ajmal Basit (Gießen)        |
| Effektivität    | 50   | Terrence Rencher (Bonn)     |

## Ehrungen 2002/03
| Auszeichnung         | Name            | Verein                   |
| -------------------- | --------------- | ------------------------ |
| All-Star Game MVP    | Carl Brown      | TBB Trier                |
| Spieler des Jahres   | Jovo Stanojević | Alba Berlin              |
| Bester Verteidiger   | Quadre Lollis   | Alba Berlin              |
| Rookie des Jahres    | Szymon Szewczyk | TXU Energie Braunschweig |
| Newcomer of the Year | Steffen Hamann  | TSK Bamberg              |
| Trainer des Jahres   | Dirk Bauermann  | TSK Bamberg              |

Quelle: